# Zalahaláp
Zalahaláp là một thị trấn thuộc hạt Veszprém, Hungary. Thị trấn này có diện tích 24,13 km², dân số năm 2010 là 1273 người, mật độ 53 người/km².